# مسمومیت با قارچ
مسمومیت با قارچ، یا مسمومیت قارچی نوعی مسمومیت غذایی است که در اثر خوردن قارچ سمی ایجاد می‌شود. این مسمومیت‌ها می‌توانند شامل عوارضی همچون مشکلات گوارشی، مشکلات تنفسی و حتی مرگ باشند.

## تشخیص و درمان مسمومیت
شناسایی انواع خوراکی قارچ از انواع سمی تنها بر اساس خواص ظاهری مشکل می‌باشد، لذا به توصیه برخی افراد عادی در تشخیص انواع سمی از انواع خوراکی قارچ توجه نکنید. مصرف قارچ‌ها توسط پرندگان و سایر جانوران اهلی و وحشی نشان دهنده غیر سمی بودن قارچ برای انسان نیست.
در صورت بروز علائم گوارشی به صورت تأخیری هرچه سریعتر بیمار را به مرکز درمانی تخصصی سم‌شناسی بالینی و مسمومیت‌ها منتقل نمایید.